# Zamboi
Zamboi (ou Zamboy, Zamboi Bague) est un village du Cameroun situé dans le département du Djérem et la Région de l'Adamaoua. Il fait partie de la commune de Ngaoundal.

## Population
Lors du recensement de 2005, le village était habité par 284 personnes, 142 de sexe masculin et 142 de sexe féminin.